# 파치 음모

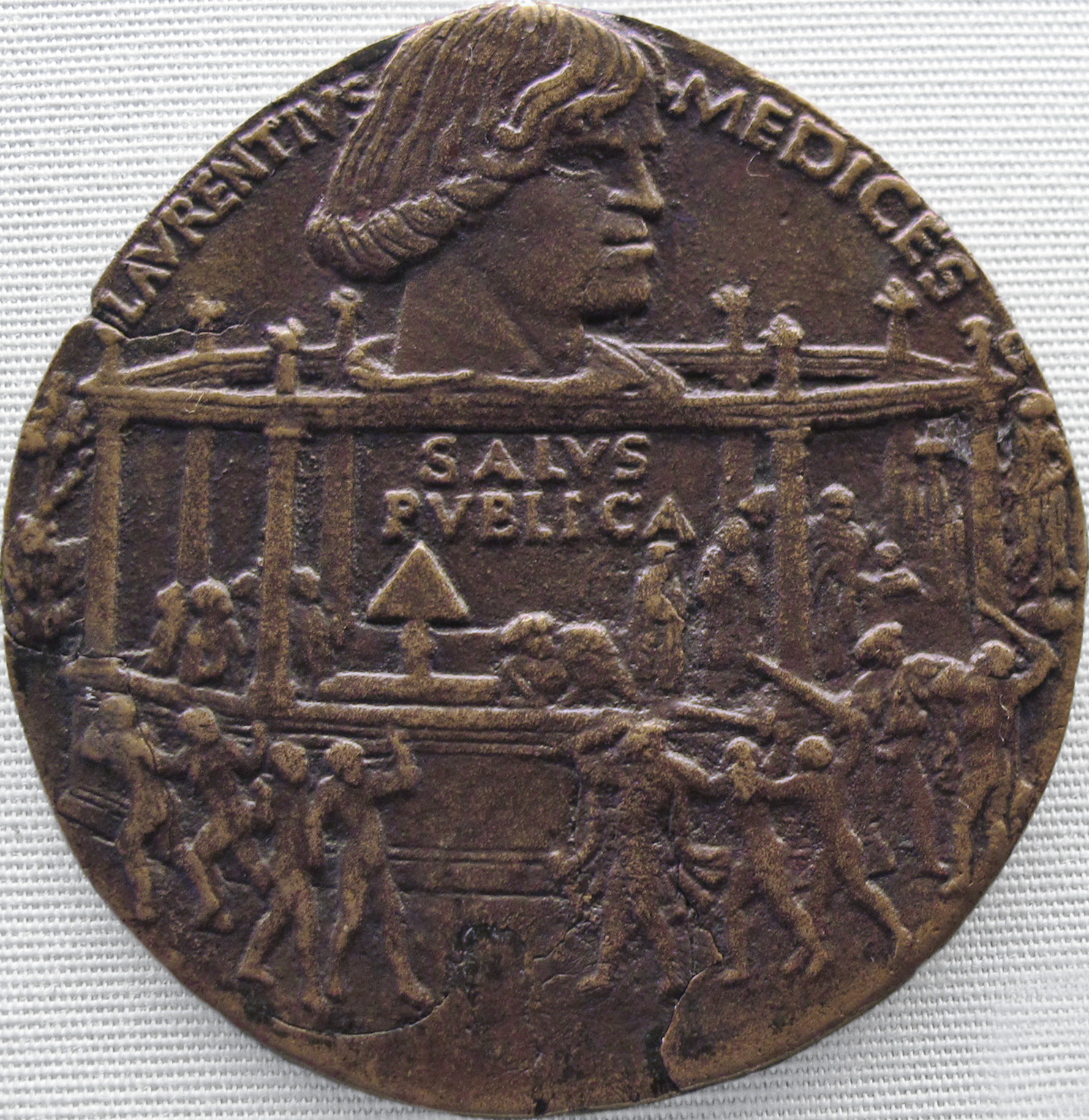
암살 시도를 보여주는 기념 메달(by 베르톨도 디 조반니)

파치 음모(Congiura dei Pazzi)는 파치 가문이 주도하여 피렌체의 통치가문으로 군림하던 메디치 가문을 전복시키고 정권을 잡기 위해 벌인 사건이다. 파치가 외에도 살비아티 가문, 리아리오 가문, 교황 식스토 4세가 가담하였다. 1478년 4월 26일 피렌체 대성당에서 일요일 미사를 들이고 있는 메디치 가문의 형제 2명에 대한 살해를 감행하였다. 형 로렌초는 부상을 입었지만 현장 탈출에 성공하여 살아남았으나 동생 줄리아노는 그 자리에서 즉사하였다. 암살과 동시에 살비아티 가문이 페루자에서 데려온 용병들을 이용해 시뇨리아궁(정부청사)을 장악하려 했으나 실패하고 말았다.
정권 탈취를 목적으로 파치가문이 주도하여 일으킨 쿠테타는 실패로 끝났고 공모자와 주동자들의 대부분은 곧 체포되어 성난 군중에 의해 그 자리에서 죽임을 당했다. 파치(Pazzi) 가문 일족들은 피렌체에서 추방당했고, 그들의 재산은 모두 몰수당하였다. 파치 가문의 명칭과 문장들은 영구적으로 사용금지 조치를 당했으며 가문 이름이 건물과 길거리등 공공장소에서 지워졌다.
메디치 가문과 갈등관계에 있던 교황 식스토 4세(재위 1471~84)는 이번 반란을 간접적으로 지원 혹은 묵인하였다. 주모자 중에 한 사람인 프란체스코 살비아티 추기경(피사 대주교)이 효수당하자 교황은 이에 격노하였고 피렌체 전체를 파문하고 피렌체와 1478년에서 1480년까지 2년간 전쟁을 벌이기도 했다. 전투에서 연패하며 피렌체가 위급한 상황에 처하자 로렌초 데 메디치는 실로 목숨을 건 필사적인 외교전을 펼침으로써 상황을 극적으로 반전시켰으며 피렌체를 구한 국민적 영웅이 되었다. 교황과도 표면적이기는 했지만 화해를 하며 사건을 잘 마무리 지었다.
메디치 가문과 조국 피렌체의 최대위기를 잘 극복한 로렌초 데 메디치는 이 사건 이후 권력 장악력을 더욱 강화할 수 있었다. 또한 자신의 차남을 추기경으로 만들어 종교계에 대한 메디치 가문의 영향력도 키워나갔다. 아울러 사건 당시 암살당했던 친동생 줄리아노의 원수도 갚는 데 성공한다. 이를 위해 10년간 끈질긴 노력을 통해 사건 주모자 3인 중 유일한 생존자였던 리아리오 백작을 1488년에 암살하였던 것이다.

## 배경

### 피렌체의 통치가문
1469년, 로렌초 데 메디치(1449~1492)가 20세 되던해에 아버지가 사망하자 피렌체의 통치권을 이어 받았다. 가업인 메디치 은행의 자산은 상당히 줄었는데 이는 그의 할아버지가 건축 사업에서 실패했기 때문이기도 하며, 전비와 정치자금 등 지출이 늘어났기 때문이었다. 그는 할아버지와 아버지 때처럼 매수와 정략 결혼으로 이어진 혼맥과 인맥을 이용하여 시의회 대리인들을 움직이는등 막후정치를 하며 실권을 쥐고 피렌체를 통치하였다. 로렌초의 통치 기간에 피렌체가 번영했지만, 그는 독재자로 군림하였고 피렌체 시민들의 정치적 자유는 위축되었다. 이로 인해 파치 가문등 경쟁 가문들은 메디치 가문의 지배에 대해 불만을 품게 되었다.

### 교황의 족벌주의
리구리아의 가난한 가문 출신인 프란체스코 델라 로베레가 1471년에 교황으로 선출되었다. 자신의 이름을 식스토 4세 (재위 1471~84)로 정한 그는 다른 교황과 마찬가지로, 친인척들을 등용하는 족벌주의 정책을 펼치며 가문의 번영을 추구했다. 교황에 오르고 채 몇 달되지 않은 시점에 그의 조카 줄리아노 델라 로베레(훗날 교황 율리오 2세)와 피에트로 리아리오를 추기경에 서임하고 다른 네 명의 조카들 역시 추기경으로 임명하였다.:252:128 이를 통해 자신의 가문인 델라 로베레와 여러 조카들이 있는 리아리오 가문에게 권력과 부를 안겨주었다.
로렌초는 공석이 된 피렌체 대주교에 자신의 친동생인 줄리아노를 임명해달라고 교황에게 요청했다. 그러나 1473년 교황은 자신의 조카 피에트로 리아리오를 피렌체의 대주교로 임명하였고 메디치 가문과 갈등이 시작되었다. 로렌초는 교황의 조카가 피렌체의 군주처럼 군림하는 것을 수수방관할 수 없었다. 자신의 모든 기득권을 이용하여 교황이 족벌주의에 대항하며 피에트로 리아리오(교황의 조카)가 행사하는 정치적인 영향력을 방해하였다.

### 교황의 융자요청을 거부한 메디치
교황은 성직자가 아니던 조반니 델라 로베레를 프라에펙투스 우르비로 임명하였고, 그를 우르비노 공작이던 몬테펠트로 가문과의 혼인을 주선하였다. 역시 성직자가 아니였던 조카 지롤라모 리아리오(교황의 사생아라는 설이있다.)를 위해 새로운 교황령을 세울 목적으로, 로마냐의 작은 지역인 이몰라(Imola) 매입을 추진했다.:252:128 이를 위해 메디치 은행에 융자를 요청했으나 메디치 가문의 로렌초가 여러 핑계를 대며 융자를 해주지 않았다. 이것 때문에 교황과 메디치 가문은 더욱 소원해졌다. 융자를 해주지 않은 이유는 피렌체와 베네치아 사이의 교역로에 위치한 이몰라(Imola)를 로렌초가 구입하려 추진하고 있었기 때문이다. 로렌초 데 메디치는 1473년 5월에 밀라노 공작(갈레아초 스포르차)에게 이몰라 매입을 위해 100,000 플로린을 제안한 적이 있다.

### 이몰라 매입에 성공한 교황
1473년 교황은 자신의 조카 지롤라모 리아리오와 밀라노 공작의 사생녀 카테리나 스포르차와 혼인시키는 조건하에 밀라노 공작에게 이몰라(Imola)를 40,000 두캇에 매입하는 데 성공하였다.:253 자금은 메디치 가문과 경쟁관계에 있었던 파치 은행에서 대출을 받았다. 교황은 융자에 대한 보답으로 파치 은행에 교황의 수익 관리권을 내주었다. 또한 대출을 거부한 메디치 은행을 교황청 주요 거래은행에서 제외시켰다. 파치가의 프란체스코는 교황에게 재정지원을 하지 않겠노라고 로렌초 데 메디치에게 약속했었는데 이를 저버리고 교황에게 융자를 해주었다. 메디치는 배신을 당했고 큰 고객을 잃어버렸다. 또한 교황은 메디치 은행의 로마지점에 대한 장부를 조사한 후 은행업무에 비리가 있다는 근거없는 의혹을 제기하여 메디치 가문의 명성에 흠집을 내었다. 이 일로 인해 교황과 메디치 가문의 갈등은 더욱 커졌다.

### 피사 대주교 부임 거부
교황 식스토 4세는 그의 조카 지롤라모 리아리오를 이몰라(Imola)의 행정관으로, 프렌체스코 살비아티를 피사의 대주교로 임명하였다. 1473년 교황의 비호하에 방탕한 생활을 하던 피렌체 대주교 피에트로 리아리오(교황의 조카)가 갑자기 사망하였다. 로렌초는 피렌체 대주교에 자신의 처남인 리날도 오르시니의 임명을 요청하였으나 교황은 피사 교구와 피렌체를 병합하고자 프렌체스코 살비아티를 임명했다. 로렌초는 절차상 하자를 이유로 하여 신임 대주교의 부임을 막았다. 피렌체 공화국내의 성직자 임명은 피렌체 수상(곤팔로니에레)의 동의를 받기로 약속한 바가 있는데도 불구하고 이것이 무시되었다는 명분을 내세웠다. 프렌체스코 살비아티는 3년동안 로마에 머무를 수밖에 없었으며 이로 인해 메디치 가문에 대해 앙심을 품게 되었다. 교황도 분노하며 피렌체 전체에 파문과 성무정지를 내리겠다고 압박을 가하였다.

### 평화 동맹 제안
로렌초가 북이탈리아의 평화 유지를 위해 밀라노와 베네치아에 동맹을 제안했다. 그러나 이 제안이 평화가 아닌 전쟁을 야기할 뻔했다. 교황 식스토 4세가 이 동맹의 목표가 자신이라고 오해하며 분노하였기 때문이다. 나폴리 국왕 페르디난도 1세도 이 동맹의 진의에 대해 의구심을 품게 되자 심각한 사태가 빚어졌다. 나폴리와 교황은 전통적으로 적대관계를 형성하곤 했는데 나폴리 왕의 사생아와 교황의 조카가 혼인한 후 관계가 좋아져 있었다. 그러던중 이 일로 인해 로렌초를 불신하게 되면서 교황과 나폴리 국왕의 관계가 더욱 공고해졌다.

## 계획

### 삼자 회동
파치가문이 단독으로 이번 음모를 선동하고 계획한 것은 아니다. 피렌체에서 은행업을 하는 살비아티 가문이 가담하였고 메디치 가문과 적대적 관계를 가지고 있는 교황 식스토 4세 역시 공모하였다. 1477년 초 파치 은행의 로마 지점장인 프란체스코 데 파치(Francesco de' Pazzi)는 교황 식스토 4세의 조카 지롤라모 리아리오와 식스토 4세가 피사 대주교로 임명한 프란체스코 살비아티가 한자리에 모였다. 이들 3인은 피렌체의 지배자로 군림하고 있는 메디치 일가를 몰아낸 후 피렌체의 정권장악을 최종목표로 정했다. 기본 계획은 로렌초 데 메디치와 그의 동생 줄리아노를 반드시 동시에 암살하고 무력으로 의회와 행정부를 전복시킨 후 정권을 찬탈하는 것이었다.:131

### 누적된 불만
은행가인 파치가문은 11세기부터 피렌체에서 군림해온 전통의 명문 가문이었으나 14세기 들어 급부상한 신흥 메디치 가문이 통치가문으로 군림하면서 불만이 많았다. 파치 가문의 일원들은 메디치 가문을 물리친 후 자신들이 피렌체의 통치 가문이 되길 원했다. 삼촌인 교황 식스토 4세 덕분에 이몰라(Imola)의 영주가 된 지롤라모 리아리오는 작은 지역의 영주로 만족하지 못했으며 메디치 가문이 있는 이상 이몰라조차 빼앗길 수도 있다는 불안감을 가지고 있었다. 교황으로부터 피사 대주교로 임명받았으나 메디치가의 로렌초로부터 임지 입성을 거부당한 프렌체스코 살비아티는 메디치 가문을 추방하고 피렌체의 대주교가 되고자 했다.

### 교황의 묵인
기본적인 계획이 수립되자 교황에게 알렸고 교황 식스토 4세는 간접적으로 전략적 지원을 약속했다. 교황 식스토 4세는 자신이 성직자로서 살인을 지지하거나 승인할 수는 없다고 매우 조심스럽게 말하였다. 또한 피렌체에서 메디치가문이 제거된다면 큰 이로움이 있을 것이라고 언급하며 간접적으로 이번 계획에 동의한다는 의사를 표시했다. 또한 그가 할 수 있는 모든 지원을 하겠다고 말했다.:254 교황은 메디치 가문을 몰아내고 피렌체를 교황령에 포함시키려 하였다. 쿠데타가 성공하면 자신의 조카인 지롤라모 리아리오를 피렌체의 군주로 임명할 계획이었다. 주모자들은 우르비노 공작 페데리코 다 몬테펠트로를 포섭하여 합류시키는등 몇몇 반 메디치 성향의 사람들을 추가적으로 끌어들였다.
2004년에 우발디니 가의 문서 보관소에 있는 암호화된 문서가 발견된 후 해독되었는데, 인본주의자이자 교황청의 콘도티에로로 알려진 우르비노 공작 페데리코 다 몬테펠트로가 이 음모에 깊숙이 관여되어 있고, 때에 맞춰서 피렌체 외각에 병력 600명을 배치시켰다는 것이 밝혀졌다.

### 혼탁해진 밀라노
1476년 12월, 밀라노 공작 갈레아초 스포르차가 암살당하고 그의 일곱살 난 아들 잔 갈레아초 스포르차가 밀라노를 계승하였다. 미망인 사보이의 보나(Bona of Savoy)가 섭정을 하였으나 시동생 루도비코와 섭정권을 놓고 권력투쟁이 벌어졌다. 최종적으로 루도비코가 형수를 축출하는 데 성공하였는데, 실권을 잡은 그는 권력찬탈을 시도하며 반대파들과 갈등 속에 있었다. 갈레아초 스포르차의 사망은 북이탈리아 지역에 위치한 국가 간에 힘의 균형을 파괴하였고 피렌체에는 전통적인 우방을 상실하게 만들었다. 그러나 공모자들에게는 이런 변화가 좋은기회로 작용하였다. 혼란으로 인해 동맹의 제대로 된 조력을 받을 수 없게 된 피렌체에서 거사를 치를 수 있었기 때문이다.

## 실행

### 암살과 쿠데타의 실패

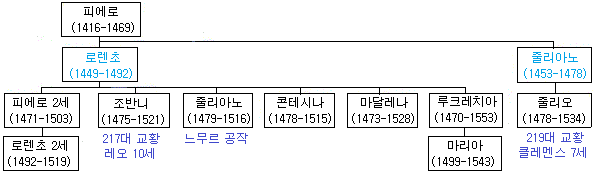
메디치 가문의 계보도

일요일이였던 1478년 4월 26일에 10,000명의 군중을 뒤로 하고 피렌체 대성당에서 미사가 진행되던 도중 메디치 형제는 습격을 받았다. 줄리아노 데 메디치는 베르나르도 반디와 프란체스코 데 파치가 휘두른 칼에 19 차례 찔린후 대성당 바닥에 피를 흘리며 쓰러져 즉사했고, 그의 형 로렌초는 큰 부상을 당했지만 간신히 현장탈출에 성공했다. 암살과 동시에 프란체스코 살비아티에 의해 시도되었던 의회와 행정부 장악이 실패하면서 최종적으로 이들이 진행한 쿠데타는 실패로 끝나고 말았다.

### 성난 민중의 즉결심판

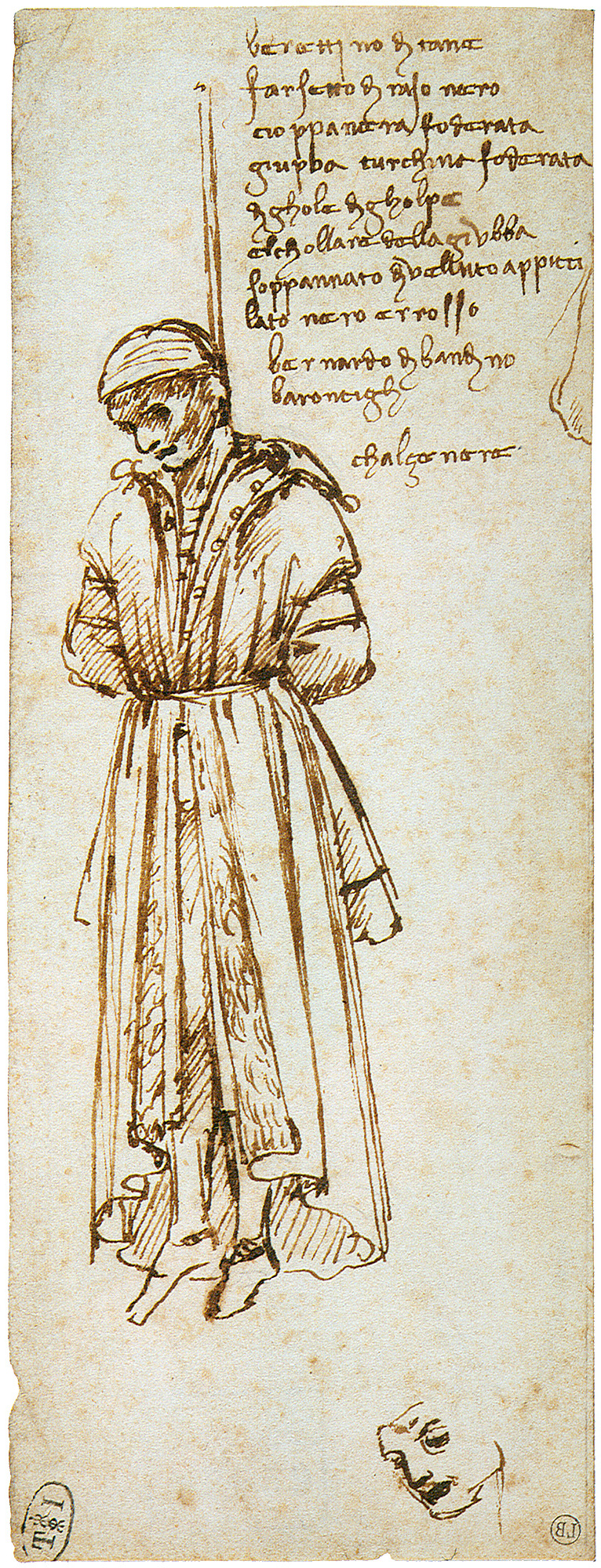
1479년 레오나르도 다 빈치가 스캐치한 교수형 당하는 공모자 베르나르도 디 반디노 바론첼리

암살사건이 알려지자 흥분한 군중들이 공모자들을 붙잡아 그 자리에서 처형하였고 프란체스코 데 파치와 살비아티를 포함한 다섯 명은 베키오 궁전의 창문 너머로 교수형에 처했다.:140 파치 가의 수장 야코포 데 파치는 피렌체를 탈출했지만 붙잡혀 송환당하였다. 그는 고문 당한 후, 베키오 궁전에서 살비아티의 시체 옆에서 교수형을 당했다 그는 산타 크로체 성당에 묻혔지만, 그의 시신은 파해쳐져 배수로로 던져졌다. 그 후 길거리에서 질질 끌려다니다가 파치 가의 궁정 문 앞에 걸터놓아졌고, 썩어가던 그의 머리는 조롱당하였다. 그리고 나서 아르노강에 던져졌다가 아이들이 이를 건져서 버드나무에 걸어놓아 매로 때리다가 도로 강에 던졌다.:141
로렌초는 군중들에게 공모자들과 혐의자들에 대한 즉결 심판을 하지 말라고 호소했지만, 소용이 없었다. 로렌초는 공모자들의 친척이지만 공모자들에게 속은 식스토 4세의 조카 라파엘레 리아리오 추기경(이 당시 17세)을 구해주기도 했다. 핵심 공모자들은 이탈리아 전역에서 수배되었다. 암살 시도가 일어난 4월 26일부터 1478년 10월 20일까지 모두 합쳐 80명이 처형되었다.:456 콘스탄티노플로 달아난 바론첼리는 메흐메트 2세에게 체포된 후 압송되었고 1479년 바르젤로에서 처형되었다.:142 1481년 6월 6일 세 명이 더 처형당했다.:456

### 파치가의 몰락
파치 가는 피렌체에서 추방당했고, 그들의 토지와 재산은 압류당했다. 그들의 가문 명칭과 문장 사용이 영원히 금지되었다. 그들의 이름은 공공 기록에서 제거되었고, 그들의 이름이 새겨진 모든 건물과 거리들은 이름이 바뀌었다. 돌고래가 있는 그들의 문장은 모두 지워졌다. 파치라는 이름을 지닌 사람은 누구든지 개명해야 했고, 파치 가와 혼인한 이들은 공직에 오르는 것이 금지되었다.:142 로렌초의 누이 비안카와 혼인한 굴리엘모 데 파치는 가택 연금에 처해졌다.:141

### 지롤라모 리아리오
쿠데타의 핵심 주모자 3인방 중 한 사람인 지롤라모는 거사 당일 로마에 머물고 있어기에 직접 사건에 가담하지 않았다. 이로 인해 사건 관련자 중 유일한 생존자가 되었다. 쿠데타가 실패하고 피렌체인들이 공모자들에게 심한 보복을 가하여 죽였다는 소식을 접한 지롤라모는 분개했다. 군대를 이끌고 로마에 있는 피렌체 대사의 집에 쳐들어가 체포해버렸다. 그러나 베네치아와 밀라노 대사가 외교적 사면권 침해에 대해 항의하자 어쩔수 없이 풀어주었다. 그런 후 숙부인 교황을 충동질하여 로마에 거주하는 피렌체 출신 은행가, 상인들을 모두 체포하였다. 하지만 이 또한 라파엘로 리아리오 추기경이 피렌체에 잡혀 있다는 소식을 접한후 이들을 풀어줄 수밖에 없었다.
지롤라모는 이후에도 메디치 가문을 상대로 몇 개의 음모를 더 꾸몄지만 모두 실패하고 말았다. 파치 음모 사건(1478년)이 실패한 직후 교황 사절 자격으로 지롤라모가 피렌체로 갔는데 이때 독살을 하려했으나 불발되었다. 두 번째 시도는 1481년 5월에 카르멜회 성당에서 암살할 계획이었다. 피렌체 출신의 바티스타 프레스코발디를 사주했는데 발각되어 프레스코발디와 공모자들이 체포된 후 처형되었다.

## 여파

### 피렌체 전쟁

#### 선전포고

이탈리아 지도(1494년)

교황 식스토 4세는 자신의 심복이자 피사 대주교인 프란체스코 살비아티가 시민들에 의해 효수당한 것에 대해 분노하며 메디치 가문과 피렌체 공화국, 토스카나 전역에 대해 파문과 성무금지령을 내렸다. 아울러 교황 식스토 4세는 할 수 있는 한 모든 수단을 동원하여 로마의 메디치 은행을 비롯한 메디치 가문의 모든 재산을 몰수하였고, 피렌체 정부에게 책임자 처벌을 명분으로 로렌초 데 메디치의 신병인도를 요구했다.
이에 대해 피렌체가 거부하자 교황은 나폴리와 동맹을 맺은후 선전포고를 하였고 시에나, 루카, 우리비노를 동원하여 나폴리와 함께 1478년 7월 피렌체를 침공했다. 나폴리 국왕 페르디난도 1세는 이 전쟁을 영토확장의 기회로 보고 알폰소 왕자가 이끄는 군대를 파병하여 교황의 요청에 적극적으로 임했다.

#### 풍전등화
로렌초는 시민들을 결집시켜 대항하면서 우방국에게 도움을 요청하였으나 볼로냐와 밀라노 등 전통적인 메디치 가의 동맹국들은 자국의 사정으로 인해 피렌체를 적극적으로 지원할 수 없었다. 전쟁이 한해를 넘기면서도 지속되자 상황은 피렌체에 매우 불리하게 전개되었다. 많은 전투에서 패배하며 여러 지역들이 함락되었고 전쟁으로 국토가 황폐화되었으며 피난민이 급증하였다. 도적들의 약탈이 성행했고 역병이 창궐하였으며, 전비증가로 인해 계속된 세금징수에 시민들의 불만이 상승했다.
이런 와중에 지원나온 주변국들의 용병부대는 지휘권을 놓고 다투며 직접적인 전투를 피하기만 했다. 설상가상으로 잉글랜드가 양모 수출을 금하자 직공들이 대량실직하며 피렌체의 모직물 산업은 붕괴하다시피하였고 이로 인해 경제 사정은 악화되었다. 실로 피렌체는 건국이래 최대의 난국에 빠졌다.

#### 파문의 부당성
그나마 큰 도움이 된것은 토스카나 지역 교회들의 활동이었다. 교황의 파문장을 받은 주교들은 지역 공의회를 개최하여 피렌체의 행위는 정당했으며 성무중지 철회와 교황 식스토 4세를 파문하는데 뜻을 모았다. 한발 더 나아가 막 보급된 인쇄술을 이용하여 교황에 대한 토스카나 교회의 파문장을 인쇄하여 유럽각국의 교회에 배포하였다.
교황이 취한 조치의 부당성을 널리 알림과 동시에, 자국의 통치자를 암살하고 합법적인 정부를 전복시키려고 반란을 일으킨 중죄인들을 피렌체 시민들이 처단한 것인데, 그 과정상에 다소간에 무리수가 있었다고 한들 애국 시민들의 행동을 신앙 문제 차원에서 처벌 하는 것에 대한 부당함도 알렸다. 이로써 교황이 발행한 파문교서는 유럽 전역에서 사문서로 취급되는 효과를 가져왔다.

#### 외교담판
로렌초 역시 필사적으로 외교전을 벌여 프랑스, 베네치아, 밀라노등 이탈리아와 유럽의 여론이 교황에게 불리하게 흐르도록 노력하였다. 특히 특별한 용단을 내렸는데, 위험을 무릅쓰고 1479년 12월에 적국인 나폴리로 직접 들어가서 볼모 생활을 자청하며 나폴리 국왕과 외교 교섭을 진행했다. 이는 목숨을 담보로 한 매우 위험한 결정으로 교황의 복수의지가 여전하며 나폴리 국왕 페르디난도 1세는 신뢰할 수 없는 인물이었기 때문이다.
교섭은 그리 순탄하게 진행되지는 못했다. 페르디난도 1세는 산전수전 다 겪은 정치 고수였고 속내를 잘 들어내지 않으며 의심이 많고 사람을 신뢰하지 않는등 만만한 상대가 아니었기 때문이다. 로렌초는 훌륭한 매너와 뛰어난 인문학적 지식을 바탕으로 이탈리아 정세에 대한 탁월한 분석과 견해를 제시하였고 교황이 바뀔 때마다 교황청 정책이 종잡을 수 없이 바뀌기 때문에 신뢰할 수 없다는 점, 피렌체 만큼 가치있는 우방이 없다는 점, 전쟁보다는 평화를 추구하여 위인이 된 고대 통치자들의 선례등을 언급하며 인내심을 가지고 끈질기게 노력한 끝에 약 3개월 만에 페르디난드 1세의 마음을 움직이는 데 성공하였다.

#### 영웅의 귀환
마침내 나폴리와 강화조약을 맺고 1480년 4월 로렌초가 피렌체로 돌아왔다. 그의 손에 들린것은 전쟁으로 잃어버린 피렌체의 영토들을 돌려준다는 내용이 포함된 평화 조약서였다. 위험을 무릎쓰고 단신으로 적진에 뛰어들어가 뛰어난 기지와 능력으로 값진 결과를 이룸으로써 풍전등화에 놓였던 피렌체를 구한 구국의 영웅을 피렌체 시민들은 열렬히 환영하였다. 한편 소식을 접한 교황은 격노하며 전쟁의 지속을 외쳤으나 나폴리가 이탈하자 그 밖의 도시 국가들도 떨어져 나가버렸다. 자신에 대한 여론이 악화된 것을 인지한 교황 식스토 4세는 어쩔 수 없이 참회라는 형식적 단계를 거쳐서 피렌체에 대한 성무금지령을 철회하고 평화조약을 체결하였다.

### 메디치의 권력강화
파치 음모 사건은 두 가지 면에서 메디치 정권의 발전에 영향을 미쳤다. 메디치 가의 지지자들에게 향후 더 큰 정치적 응집이 필요하다는 확신을 심어 주었다. 또한 피렌체의 외교 문제를 처리하는 데 기민한 능력을 발휘한 로렌초 데 메디치의 영향력을 강화시켜 주었다. 메디치 세력은 대담하게 새로운 개혁들을 감행하였다.:223 로렌초는 통치가문의 실권자답게 좀더 활발한 막후정치를 통해 권력 장악력을 높였고 좀더 강력한 독재체제를 갖추었다. 국제 외교에 있어서는 할아버지인 코시모 데 메디치와 마찬가지로 북부 이탈리아 국가들 사이의 힘의 균형을 유지하며 프랑스와 신성 로마 제국 등 유럽의 주요 강대국들이 이탈리아에 넘보지 못하게 하는 평화 유지 정책을 추진하였다.

### 예술가를 활용한 외교전과 복수
파치 음모사건(1478년)과 그로 인한 전쟁이 있었으나 표면적이기는 하지만 용서와 화해를 통하여 교황 식스토 4세와 피렌체 간에는 다소 힘겹고 어색한 평화가 이어지고 있었다. 그러던 중 교황은 너무 오래된 마조레 성당을 철거하고 자신의 이름을 딴 시스티나 성당을 1481년에 완공하였다. 내부벽화 장식을 위해 예술가들을 수배한다는 소식이 들리자 로렌초에게는 이것이 절호의 기회였다. 조상 대대로 후원해온 훌륭한 예술가들을 대거 로마로 보내 교황의 환심을 샀다.
로렌초의 호의와 더불어 보티첼리와 페루지노 등 당대에 내로라하는 예술가의 벽화 솜씨에 교황은 매우 만족했다. 그러나 로렌초의 속셈은 다른 곳에 있었는데 그는 자신이 파견한 예술가들을 통하여 자연스럽게 교황과 바티칸의 정세를 파악하는 데 활용하였다. 특히 파치 음모사건(1478년)의 주범중에 유일한 생존자이자 교황의 조카인 지몰라모 리아리오 백작의 동태를 지속적으로 파악하는 데 주력하였다. 그러던 중 드디어 1488년에 오르시니 가문을 충동질하여 지몰라모 리아리오를 암살하는 데 성공하였다. 이로써 파치 음모사건으로 살해당한 동생 줄리아노의 원수를 10년 만에 갚았다.

### 메디치 출신 추기경 만들기
파치 음모사건을 겪은 로렌초는 경제와 정치뿐만 아니라 종교계에 대해서도 좀 더 깊이있는 장악력이 필요하다는 것을 절실하게 깨달았다. 그동안 교황청의 주거래 은행으로서 밀접한 관계를 형성하며 종교권력이 창출하는 부를 통하여 경제적 이익을 취하는 것만으로는 문제가 있음이 들어났기 때문이다. 조국 피렌체를 지키는 데에는 한계가 있었다. 그래서 차기 교황후보로 유순한 성품의 조반니 바티스타 키보 추기경을 낙점한 후 물심양면으로 지원하여 1484년에 인노첸시오 8세로서 교황의 자리에 오르도록 만들었다.
또한 이미 지난 1482년에 7세의 차남 조반니를 성직자의 길을 걷도록 해두었다. 이후 1488년 15살인 딸 마달레나 데 메디치(1473-1528)를 38살된 교황의 사생아 프란체스케토 키보(1450-1519)와 정략 결혼을 성사시켰다. 지참금으로는 4,000 두캇을 들려보냈다. 이런 노력이 결실을 맺어 1492년 3월 23일 16세의 차남 조반니를 추기경으로 만드는 데 성공하였다. 그러나 안타깝게도 로렌초는 보름 후 4월 8일에 43세의 젊은 나이에 사망하고 말았다.
로렌초가 자신의 차남 조반니를 교황으로 만들려는 계획까지 품고 있었는지는 모르겠으나 아무튼 훗날 조반니는 1513년에 교황 레오 10세로 선출되어 메디치 가문 출신의 첫 교황이 되었다. 또한 파치 음모사건(1478년)때 암살당한 로렌초의 친동생 줄리아노 데 메디치에게는 줄리오라는 사생아가 있었는데 로렌초가 줄리오를 가문의 일족으로 거두어 들여 잘 양육하였다. 아버지 같았던 백부의 기대에 부응한 줄리오는 훗날 1523년에 219대 교황인 클레멘스 7세가 되었다.

## 문화에서
공모자들인 프란체스코 데 파치(Francesco de' Pazzi), 베르나르도 디 반디노 바론첼리(Bernardo di Bandino Baroncelli), 살비아티 대주교, 레나토 데 파치(Renato de' Pazzi), 메세르 야코포 데 파치(Messer Jacopo de' Pazzi), 안토니오 마페이(Antonio Maffei), 스테파노 데 바뇨네(Stefano de Bagnone)는 피렌체 정부 청사의 일부인 바르젤로의 벽과 도가나 벽에 그려진 산드로 보티첼리의 프레스코화에는 그들의 교수형 모습이 묘사되어 있다. 교황 식스토 4세와 교황 알렉산데르 6세는 이 그림들을 없애라고 압력을 가했으며, 그들은 마침내 1494년에 메디치 정권이 무너진 후, 이를 없애버렸다.:135
비토리오 알피에리의 희곡 《La congiura de' Pazzi》(1787년 첫 공연, 1789년 첫 인쇄)는 이 음모를 바탕으로 한 루제로 레온카발로의 오페라 《메디치(I Medici)》의 이야기를 담고 있다.